# Văleni (Neamț)
Văleni es una comuna ubicada en el distrito de Neamț, Rumania.

## Superficie
Posee una superficie de 34,90 kilómetros cuadrados.

## Demografía
Hasta 2021 la población era de 1208 habitantes, con una densidad de población de 34,61 habitantes por kilómetro cuadrado.